# Napachanie
Napachanie is een dorp in de Poolse woiwodschap Groot-Polen. De plaats maakt deel uit van de gemeente Rokietnica en telt 460 inwoners.